# Władysław Majchrzyk
Władysław Majchrzyk (ur. 10 czerwca 1914 w Opocznie, zm. 14 października 2001 w Hamilton) – polski pilot wojskowy, kawaler Krzyża Srebrnego Orderu Wojennego Virtuti Militari.

## Życiorys
Władysław Majchrzyk urodził się 10 czerwca 1914 r. w Opocznie w rodzinie Mikołaja i Władysławy z domu Koseckiej. Edukację rozpoczął w Szkole Powszechnej im. Kazimierza Wielkiego w Opocznie, którą ukończył w 1928 r. Dalszą naukę podjął w dwuletniej Szkole Rzemieślniczo Przemysłowej w Tomaszowie Mazowieckim. Po jej ukończeniu wstąpił do Szkoły Podoficerów Lotnictwa dla Małoletnich w Bydgoszczy. Ukończył ją w 1934 r. jako mechanik samolotowy z podstawowym wyszkoleniem w pilotażu. Naukę kontynuował w Centrum Wyszkolenia Oficerów Lotnictwa w Sadkowie. Po uzyskaniu specjalizacji pilota myśliwskiego na Kursie Wyższego Pilotażu w Grudziądzu został przydzielony do 123 Eskadry Myśliwskiej 2. Pułku Lotniczego w Krakowie.     
Podczas lotów ćwiczebnych czasami zdarzały się niebezpieczne sytuacje. Do jednej z nich doszło 28 kwietnia 1937 r., kiedy zatarł się silnik w jego samolocie PZL P.7 i Władysław Majchrzyk musiał przymusowo lądować na lotnisku w Rakowicach. Z kolei 22 lutego 1938 r. podczas ćwiczebnej walki powietrznej z porucznikiem Antonim Wczelikiem doszło do zderzenia samolotów. Obie maszyny zostały zniszczone, a piloci wyskoczyli na spadochronach. Na szczęście skończyło się tylko na kontuzji stopy. Kapral Majchrzyk tak wspominał przebieg walki a później wypadku:

Lecimy w ciasnym szyku, rozchodzimy się na sygnał dowódcy i po pół minucie robimy skręt o 180 stopni. Przykładam oko do celownika. Obydwaj chcemy nerwowo przetrzymać jeden drugiego. Kto pierwszy ustąpi? W chwili, gdy samolot przeciwnika był bardzo duży w celowniku, zamierzałem przerwać strzelanie z fotokarabinu i zmienić kierunek, aby się z nim nie zderzyć. Nagle mój samolot z numerem bocznym „6” na kadłubie zatrząsł się gwałtownie. Usłyszałem niesamowity trzask. Spojrzałem w lewo i zobaczyłem, że trzy czwarte skrzydła zostało ucięte jak nożycami, a metalowe części samolotu rwały się na kawałki. Leciałem korkociągiem w dół. Postanowiłem skakać, szybko odpiąłem pasy siedzeniowe i próbowałem unieść się do góry, aby opuścić kabinę. Nie była to prosta sprawa, bo ogromna siła dośrodkowa wgniatała mnie w siedzenie. Błysnęła mi myśl, której uczepiłem się jak tonący brzytwy – pociągnąć w kabinie uchwyt linki wyzwalającej spadochron. Nie było czasu do stracenia, znajdowałem się na wysokości zaledwie 300 metrów. Pochyliłem się do przodu tak daleko, jak tylko mogłem i pociągnąłem za uchwyt. Zostałem gwałtownie szarpnięty i rzucony w bok. Nastąpiła przerażająca cisza. Nade mną wisiała biała czasza spadochronu, byłem uratowany. Za chwilę uderzyłem o ziemię i przewróciłem się.

### Kampania wrześniowa
Walczył w kampanii wrześniowej. W momencie wybuchu II wojny światowej służył w 122 Eskadrze Myśliwskiej. Latał m.in. na samolocie RWD-8, na którym już 1 września 1939 r. przetransportował 5000 sztuk amunicji dla 23 eskadry obserwacyjnej stacjonującej na lotnisku Palczowice. Następnego dnia po południu 9 pilotów eskadry, wspomaganych kluczem 121 eskadry myśliwskiej, poleciało na przechwycenie wyprawy Luftwaffe w rejonie Skawiny. Plutonowy Majchrzyk tak opisał walkę:  

Po południu po starcie napotkałem samolot Do-17 goniąc go aż na Śląsk, ale bezskutecznie, bo miał większą prędkość i pchał się w słońce. W drodze powrotnej spotkałem nad Krakowem swoją dwójkę więc dołączyłem do nich. Po chwili naprzeciw nas ukazało się 18 samolotów npla, na które rzuciliśmy się po nabraniu przewagi wysokości. Ja zostałem z Wlasnowolskim i we dwóch goniliśmy jednego Heinkla z prawego skrzydła. Było to moje pierwsze związanie się z ogniem npla. Gdy zbliżyłem się na odległość 100 metrów i zobaczyłem strugi ognia skierowane do mnie, mimo woli przeszły mnie ciarki i chcąc uniknąć postrzału co chwila robiłem zakręty. Jednak w końcu przywykłem do ognia i w ogóle nie zwracałem uwagi na ostrzał npla. Mój boczny pchor. Własnowolski nie mógł strzelać, bo leciał za mną, ale jego obecność dodawała mi odwagi. Samoloty npla uciekały początkowo w strasznej rozsypce, ale później zaczęły nabierać wysokości i było widać jak się oddalają. Goniłem ich aż do Zatora i tam zobaczyłem jak na prawym skrzydle jeden, do którego strzelałem, zacząć spadać korkociągiem.

3 września rano doszło do starcia z niemieckimi maszynami w rejonie Kłaja, a samolot pilotowany przez Majchrzyka został „silnie postrzelany”. Ogólnie podczas walk we wrześniu 1939 r. piloci 122 eskadry zestrzelili 2 Do-17. Według listy Bajana we wrześniu 1939 r. plutonowy Majchrzyk miał 1/2 zestrzeleń maszyn wroga.   

### Kampania francuska i bitwa o Anglię
17 września 1939 r. Majchrzyk przekroczył granicę rumuńską i został internowany w Calafat nad Dunajem. Zbiegł z obozu i statkiem dostał się do Marsylii, skąd pociągiem przejechał do bazy polskiego lotnictwa w Lyonie. 1 marca 1940 r. rozpoczął szkolenie w Szkole Pilotażu Myśliwskiego w Avord. Szkolenie zakończyło się 15 maja 1940 r. Już następnego dnia został przydzielony do osłony fabryki w Bourges, w której montowano amerykański samoloty myśliwskie (V Klucz Kominowy). Pomimo udziału w około 20 lotach bojowych podczas kampanii francuskiej Majchrzyk nie stoczył żadnej walki z nieprzyjacielskimi samolotami.   
W lipcu 1940 r. przedostał się do Anglii, po czym został przeniesiony do bazy lotniczej w Blackpool, gdzie otrzymał numer służbowy RAF 783296. We wrześniu 1940 r. został przydzielony do 308 „Krakowskiego" Dywizjonu Myśliwskiego, gdzie służył w stopniu sierżanta. Od początku 1941 r. piloci tego dywizjonu latali na samolotach Spitfire. 28 czerwca 1941 r. w locie nad Francją w rejonie Hazebrouck zestrzelił prawdopodobnie jednego Me 109F. Dywizjon 308 był jedną z najskuteczniejszych jednostek myśliwskich Polskich Sił Powietrznych w Wielkiej Brytanii.  

### Służba w Polskim Zespole Myśliwskim
Na początku 1943 r. zgłosił się na ochotnika do służby w Tunezji. Do Polskiego Zespołu Myśliwskiego zwanego „Cyrkiem Skalskiego” (od nazwiska dowódcy – kapitana Stanisława Skalskiego) przyjmowano tylko najlepszych pilotów (z 68 kandydatów wybrano szesnastu). W czasie służby w Afryce Władysław Majchrzyk w 37 lotach bojowych odniósł jedno pewne zwycięstwo (20 kwietnia1943, lecąc samolotem Spitfire F.IX, ZX-9 EN300, zestrzelił samolot MC.202) i zaliczył jedno uszkodzenie (6 kwietnia 1943, lecąc samolotem Spitfire F.IX, ZX-9 EN300, uszkodził samolot Messerschmitt Bf 109).    

### Ostatnie lata służby
Po zakończeniu służby w Polskim Zespole Myśliwskim 3 lipca 1943 r. Władysław Majchrzyk wrócił do Wielkiej Brytanii do macierzystego 308 Dywizjonu Myśliwskiego. W marcu 1944 r. został przeniesiony do oddziału 411 RSU (Oddziału Napraw i Ratownictwa Technicznego), gdzie oblatywał samoloty Mustang po wykonanych naprawach lub remoncie. 3 lipca 1944 r. wrócił znowu do Dywizjonu Myśliwskiego 308. 23 marca 1945 r. został skierowany do 84 GSU (jednostki pomocniczej 84 Grupy Myśliwskiej). Po niecałych dwóch miesiącach jeszcze raz wrócił do 308 Dywizjony Myśliwskiego, w którym pozostał do jego rozwiązania 13 stycznia 1947 r. W czasie całej swojej służby Władysław Majchrzyk zniszczył na pewno 1 i 1/2 maszyny wroga, zniszczył prawdopodobnie 1 maszynę i uszkodził 1 i 1/2 maszyny wroga. Na „liście Bajana” zajmuje 194 miejsce.   

### Życie prywatne
W 1948 r. zwolnił się ze służby wojskowej i wyemigrował do kanadyjskiego miasta Hamilton. Początkowo pracował na farmie, a następnie wykonywał zawód operatora maszyn w miejscowej stalowni. W 1979 r. przeszedł na emeryturę. Był żonaty z Urszulą z domu Kołodziej. Miał córkę Camille. Był szanowanym i aktywnym działaczem w strukturach koła Stowarzyszenia Lotników Polskich w Hamilton. Zmarł 14 października 2001 r. w Hamilton w Ontario. Został pochowany na cmentarzu Holy Sepulchre Cemetery w Burlington.  

## Odznaczenia i nagrody
- Krzyż Srebrny Orderu Virtuti Militari (7 listopada 1944)
- Krzyż Walecznych (czterokrotnie)
- Medal Lotniczy
- Krzyż Wybitnej Służby Lotniczej
- Brązowy Krzyż Zasługi
- Gwiazda za Wojnę 1939–1945
- Gwiazda Lotniczych Załóg w Europie
- Gwiazda Afryki
- Gwiazda Atlantyku
- Medal Obrony
- Medal Wojny 1939–1945

## Upamiętnienie

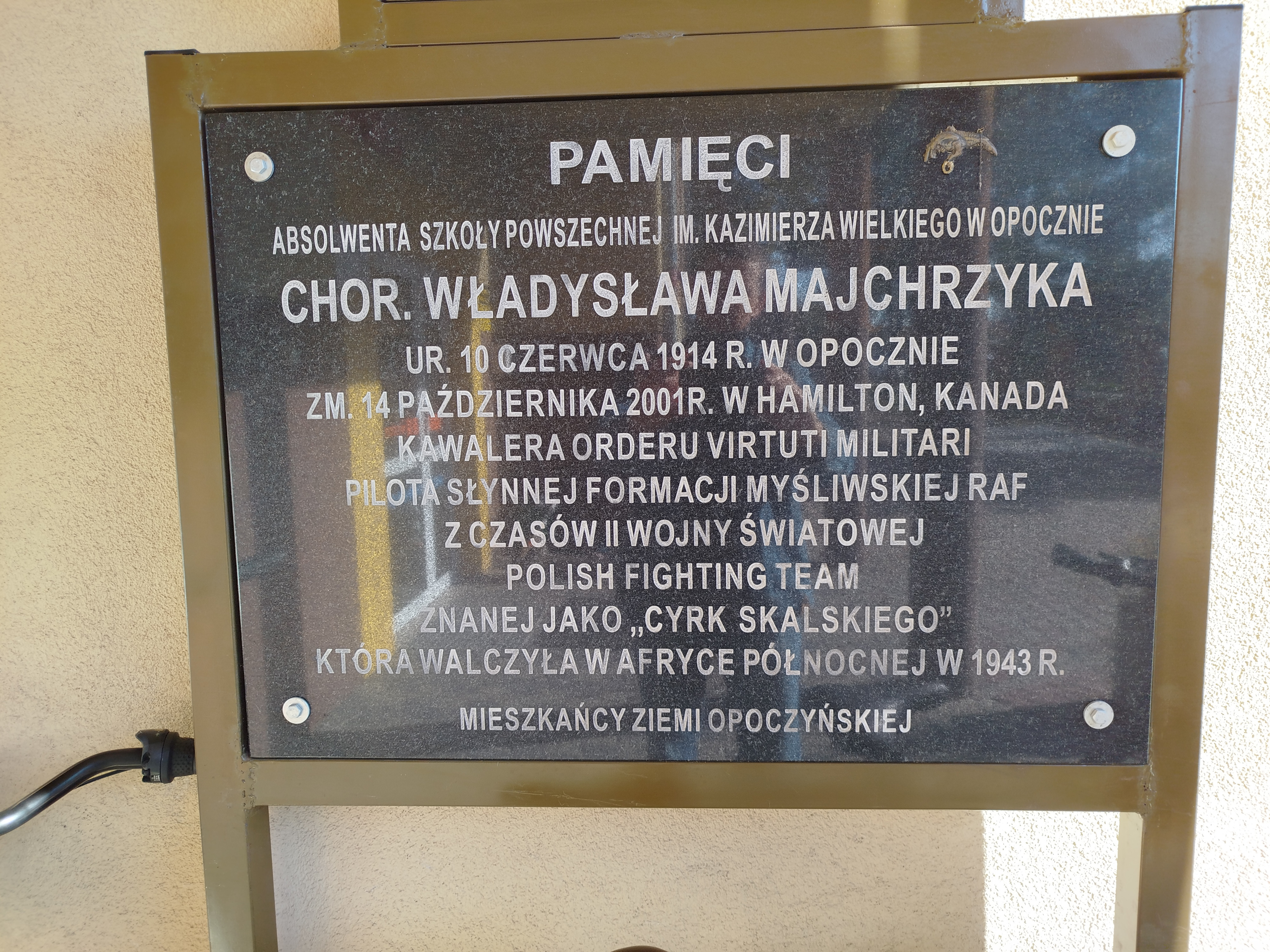
Tablica ku czci Władysława Majchrzyka w Opocznie

3 października 2014 r. uroczyście odsłonięto tablicę upamiętniającą chorążego Władysława Majchrzyka. Jest ona umieszczona na ścianie przy wejściu do budynku Szkoły Podstawowej nr 2 w Opocznie.